# جنگ در خانه (فیلم ۱۹۹۶)
جنگ در خانه (به انگلیسی: The War at Home) فیلمی محصول سال ۱۹۹۶ و به کارگردانی امیلیو استوس است. در این فیلم بازیگرانی همچون کتی بیتس، مارتین شین، کیمبرلی ویلیامز-پیزلی، امیلیو استوس، کارلا گوجینو، لین اسمیت، کورین نمک و پنه‌لوپه آلن ایفای نقش کرده‌اند.